# أطباء العالم
منظمة أطباء العالم MDM هي منظمة فرنسية للتضامن الدولي خاضعة للقانون الفرنسي لعام 1901 قائمة على أساس المهنيين الصحيين المتطوعين لتقديم المساعدة الإنسانية إلى السكان المعرضين للخطر.
أختصارا(MDM) أو أطباء العالم، هي منظمة غير هادفة للربح إنسانية دولية تقدم الرعاية الطبية الطارئة وطويلة الأجل للسكان الضعفاء مع الدعوة إلى المساواة في الحصول على الرعاية الصحية في جميع أنحاء العالم. تأسست في عام 1980 من قبل مجموعة من 15 طبيب فرنسي، بما في ذلك برنار كوشنار بعد أن كان قد غادر منظمة أطباء بلا حدود (MSF، أطباء بلا حدود)، مساعدات المجتمع التي كان قد شارك في تأسيسه في وقت سابق من عام 1971. أطباء العالم في مهمة تهدف إلى توفير الرعاية الطبية الطارئة في الوقت المناسب خالية من القيود القانونية والإدارية، والعمل مع السكان المحليين لضمان الاستدامة طويلة الأجل لنظم الرعاية الصحية، والإعلان نيابة عن المجتمعات المستفيدة. والدافع لتأسيس MDM انقسام كوشنير من منظمة أطباء بلا حدود واختلافه على جوانب معينة من سياسات منظمة أطباء بلا حدود. ورأى كوشنير أن منظمة أطباء بلا حدود تخلت عن مبدأ المؤسسين من témoignage ("الشهادة")، والذي يشير إلى أن عمال الإغاثة عليهم جعل الفظائع التي رأوها معروفة للجمهور. في حين منظمة أطباء بلا حدود لا تزال تمارس هذا المبدأ في ظل ظروف معينة، انتقلت المنظمة إلى نهج أكثر حياديا نتيجة لتجارب الإبادة الجماعية في رواندا في عام 1994. وعلى النقيض من هذا التحول في سياسة منظمة أطباء بلا حدود، أطباء حول العالم (أطباء العالم) تذكر على أنه لا يمكن فصل المساعدات الإنسانية عن السياسة، خشية أن يساء استخدامها من قبل السياسيين (على سبيل المثال عن طريق إرسال القنابل، ومن ثم الأطباء).

## وصلات خارجية
- Doctors of the World USA أطباء العالم في أمريكا (اللغة الأنكليزية)
- Médecins du Monde الموقع الرسمي لل MDM (اللغة الفرنسية)
- Ärzte der Welt أطباء العالم في ألمانية (اللغة الألمانية)